# Ельчин Алізаде
Ельчин Алізаде (азерб. Elçin Əlizadə; 2 січня 1986, Баку) — азербайджанський боксер, призер чемпіонатів світу та Європи серед аматорів.

## Аматорська кар'єра
2004 року Ельчин Алізаде став бронзовим призером на чемпіонаті світу серед молоді.
На чемпіонаті світу 2005 завоював срібну медаль.
- В 1/16 фіналу пройшов Гохана Асара (Туреччина)
- В 1/8 фіналу переміг Давида Долана (Англія) — RSCH
- У чвертьфіналі переміг Руслана Мірзатаєва (Киргизстан) — 29-22
- У півфіналі переміг Жасура Матчанова (Узбекистан) — 25-19
- У фіналі не вийшов через травму проти Олександра Алексєєва (Росія)

Того ж року ввійшов до складу збірної Азербайджану на командному Кубку світу і, програвши у півфінальному поєдинку росіянину Роману Романчуку, отримав з командою бронзову медаль.
На чемпіонаті Європи 2006 здобув дві перемоги, у тому числі над Віктором Зуєвим (Білорусь), а у півфіналі програв українцю Денису Пояцика, отримавши бронзову медаль.
На командному Кубку світу 2006 здобув дві перемоги у трьох проведених поєдинках і отримав з командою бронзову медаль.
На чемпіонаті світу 2007 переміг двох суперників, у тому числі Дениса Пояцика, а у чвертьфіналі програв росіянину Рахіму Чахкієву.
Не пройшов кваліфікацію і не потрапив на Олімпійські ігри 2008.
На чемпіонаті Європи 2008 і на чемпіонаті світу 2009 програвав у другому бою.